# Ludwig Pfau
Karl Ludwig Pfau, född den 25 augusti 1821 i Heilbronn, död den 12 april 1894, var en tysk lyriker.
Pfau uppträdde 1846 med samlingen Gedichte (många upplagor), utmärkt av stämningens innerlighet och formens behag (mästerliga ballader, skarpa politiska satirer). Han invecklades i de revolutionära rörelserna 1849 och måste gå i landsflykt. Återkommen 1866, bosatte Pfau sig i Stuttgart, där han sysslade med konstkritik och översättarskap. Freie Studien (1866) innehåller originella konstuppsatser, likaså Kunst und Kritik (4 band, 1888). Postumt utgavs Politisches und Polemisches (1895).